# Rezervația naturală Ucilișcina Gora
Ucilișcina Gora (în bulgară Училищна гора, traducere literală: „Pădurea Școlii”) este o rezervație naturală în Bulgaria, situată pe teritoriul satului Bojenița, în comuna Botevgrad. Cele mai apropiate localități sunt satele Bojenița (2,3 km), Lipnița (4,3 km) și Skravena (5 km). Suprafața ariei protejate este de 134,7 ha.
Zona a fost declarată rezervație naturală la 12 iunie 1963. La 15 octombrie 1999, conform unei hotărâri a Ministerului Mediului și Apelor din Bulgaria⁠(d), regimul de protecție a fost extins, pentru a întreține și proteja pădurea de stejar, unii arbori atingând 30 de metri în înălțime și având o vârstă de până la 200 de ani. Administrația silvică de stat a Botevgradului întreprinde următoarele măsuri de protecție:
1. curățarea arborilor care sunt uscați în proporție de mai mult de 5%;
2. activități de mentenanță și regenerare;
3. aplicarea mijloacelor biologice de protecție a plantelor⁠(d).

## Floră și faună
Pe teritoriul rezervației viețuiesc 39 specii de briofite, 20 de licheni, 41 de ciuperci, 207 de plante și 73 de plante ierboase. Fauna este compusă din aproximativ 100 specii de nevertebrate, 9 de amfibieni, 12 de reptile, 62 de păsări cuibăritoare, 19 de mamifere și 20 de lilieci. 
Singura specie protejată din rezervație, listată în Cartea Roșie a Bulgariei⁠(d), este țestoasa bănățeană⁠(d) (Testudo hermanni). 